# 1728 в Україні

## Особи

### Народились
- 29 березня Кирило Розумовський (1728—1803) — український військовий, політичний і державний діяч. Останній гетьман Війська Запорозького. Гетьман Глухівського періоду в історії України. Граф Російської імперії, генерал-фельдмаршал.
- Амвросій Андрієвський (1728 — після 1791) — український релігійний діяч. Ректор Владімірської духовної семінарії на Московщині, архімандрит.
- Гулик Мокій Семенович (1728—1807) — військовий діяч.
- Микита Швачка (1723/1728— після 1770) — козацький полковник, один із очільників Коліївщини.
- Пилипенко Іван Якович (1728 — після 1767) — переяславський полковий сотник.
- Пилипенко Федір Якович (1728 — після 1767) — переяславський та київський полковий осавул.

### Померли
- 31 серпня Станіслав Хоментовський (1673—1728) — польський шляхтич, військовик, дипломат, урядник, політичний діяч Речі Посполитої.
- 21 грудня Чарниш Іван Федорович (? — 1728) — Гадяцький полковник (1709—1714 рр.), Генеральний суддя (1715—1725 рр.)
- Величко Самійло Васильович (1670—1728) — український козацько-старшинський літописець.
- Гамалія Антін Андрійович (1689—1728) — генеральний осавул в уряді гетьмана Івана Мазепи в 1708—1709 рр. та в Генеральній військовій канцелярії гетьмана Івана Скоропадського.
- Лев (Кишка) (1663/1668 — 1728) — митрополит Київський і Галицький греко-католицької (унійної) Церкви.

## Засновані, зведені
- Аткильня
- Голубівка (Ріпкинський район)
- Довгуни
- Коробки (Ріпкинський район)
- Малинівка (Ріпкинський район)
- Маньки (Ріпкинський район)
- Немерче (село)
- Нова Прага
- Пищики (Ріпкинський район)
- Червоне (Яготинський район)